# وزیر گانگوا
گانگوا ، یک مقام رسمی سلسله وی شمالی بود که برای فرار از شورش شش جین در پایان سلسله وی شمالی به گوگوریو گریخت  

## پاورقی
1. ↑  이성제. "5호16국·남북조 상쟁기 이주민과 고구려·백제". 国史編纂委員会. Archived from the original on 2022-11-23.
2. ↑  전덕재 (2017-07). "한국 고대사회 外來人의 존재양태와 사회적 역할". 東洋學 第68輯. 檀國大學東洋學硏究院. p. 100. Archived from the original (PDF) on 2022-04-23. {{cite news}}: Check date values in: |date= (help)